# 小行星11314
小行星11314（11314 Charcot）是一颗绕太阳运转的小行星，为主小行星带小行星。该小行星于1994年7月8日发现。

## 轨道参数
小行星11314的轨道半长轴为2.9930427 UA，离心率为0.190。